# Gmina Svrljig
Gmina Svrljig (serb. Opština Svrljig / Општина Сврљиг) – gmina w Serbii, w okręgu niszawskim. W 2018 roku liczyła 12 557 mieszkańców.